# Richard Harder (Biologe)

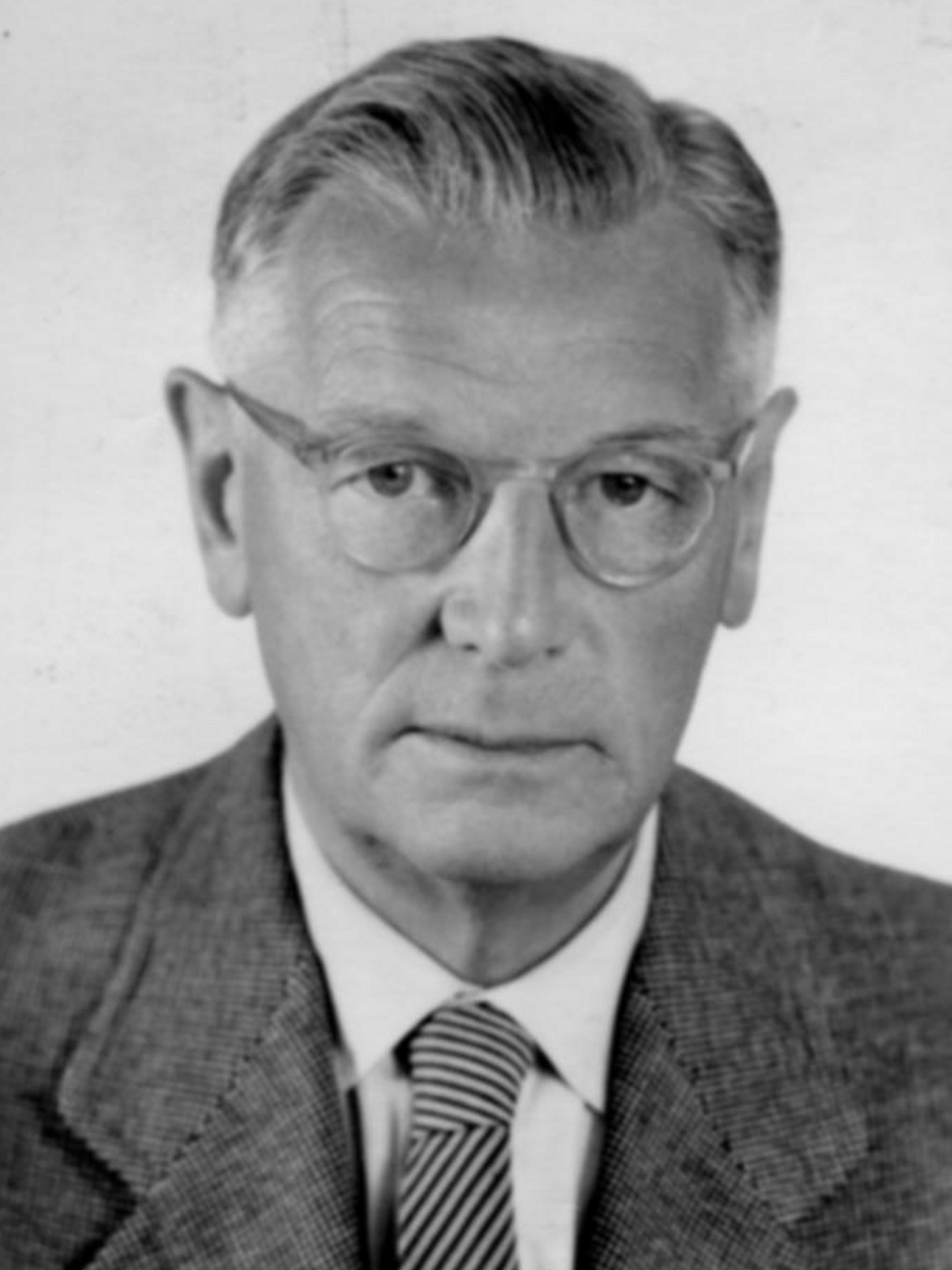
Richard Harder 1951

Richard Harder (* 21. März 1888 in Hamburg; † 2. Dezember 1973 in Göttingen) war ein deutscher Botaniker und Hochschullehrer.

## Leben und Wirken
Harder war Sohn von Nicolaus Joachim Harder (* 6. März 1840; † 4. Mai 1918) und Maria Wilhelmine Catherine geb. Krommweh. Er besuchte die Volksschule in Hamburg und dort ab 1894 die Privatschule Dr. Lange. Es folgte 1903 die Oberrealschule vor dem Holstentor, wo er im Februar 1906 die Reifeprüfung ablegte.
Das Studium begann Harder mit dem Wintersemester 1906 in Berlin bei Adolf Engler, Emil Fischer und Leopold Kny. Anschließend setzte er das Studium in München bis 1908 bei Karl von Goebel, Adolf von Baeyer und Karl Freiherr von Tubeuf fort. Danach studierte er bis 1910 in Kiel bei Johannes Reinke. Die Doktorarbeit reichte Harder im 8. Semester ein, das Rigorosum folgte Juli 1910.
Harder legte 1911 seine Dissertation und 1917 seine Habilitationsschrift vor. 1922 wurde er nach Tübingen und 1923 nach Stuttgart als Professor für Botanik berufen. Während seiner Zeit in Stuttgart konnte der dortige Botanische Garten, der infolge des Neubaus der Staatstheater hatte verlegt werden müssen, nahe der Wilhelma angelegt werden. 1918 heiratete er Hilda Plätzer, 1924 wurde der Sohn Jochen und 1928 die Tochter Elisabeth geboren. 1932 nahm Harder eine Professur in Göttingen an und blieb dort bis zu seinem Tode im Jahr 1973.
Nach der Machtergreifung der Nationalsozialisten unterzeichnete Harder das Bekenntnis der deutschen Professoren zu Adolf Hitler, einen Wahlaufruf zum 11. November 1933.
Seine Hauptarbeitsgebiete waren die Systematik, die Physiologie und die Ökologie der Pflanzen. An dem Standardwerk für Hochschulstudenten der Botanik, dem Hochschullehrbuch „Strasburger“, hat er lange Jahre mitgearbeitet. So zeichnet er in der 17.–28. Auflage (1928–1962) für den Abschnitt „Niedere Pflanzen“ verantwortlich.

## Ehrungen
- 1933: ordentliches Mitglied (ab 1955 Präsident) der Akademie der Wissenschaften zu Göttingen[2]
- 1953: Ehrendoktor der TH Stuttgart
- 1953: korrespondierendes Mitglied der American Society of Plant Physiologists
- 1954: korrespondierendes Mitglied Bayerischen Akademie der Wissenschaften
- 1956: Forein Member der Linnéan Society of London
- 1958: Ehrendoktor der Naturwissenschaftlichen Fakultät der Universität Gießen
- 1968: Großes Verdienstkreuz der Bundesrepublik Deutschland

## Veröffentlichungen (Auswahl)
- Über das Verhalten von Basidiomyceten und Ascomyceten in Mischkulturen. Universität, Kiel 1911 (Dissertation; auch in: Naturwissenschaftliche Zeitschrift für Forst- und Landwirtschaft. 1911)
- Ernährungsphysiologische Untersuchungen an Cyanophyceen, hauptsächlich dem endophytischen Nostoc punctiforme. In: Zeitschrift für Botanik. Jahrgang 9, Fischer, Jena 1917 (Habilitationsschrift, Würzburg)
- Über die ökologische Bedeutung des Windes für die Wüstenvegetation. Weidmann, Berlin 1935, S. 181–188.
- Veröffentlichungen in den Nachrichten der Akademie der Wissenschaften in Göttingen, Mathematisch-physikalische Klasse. Vandenhoeck & Ruprecht, Göttingen
  - Über das Vorkommen von Chitin und Zellulose und seine Bedeutung für die phylogenetische und systematische Beurteilung der Pilze. 1937, 7 Seiten.
  - Über die arktische Vegetation niederer Phycomyceten. Jg. 1954, Nr. 1, 9 Seiten.
  - Über die Bedeutung der tierischen Nahrung für die Insektivore Utricularia exoleta. 1963, Jg. 1962, Nr. 5, S. 128–133
  - mit Clara Heldmaier: Über zweimal im Jahr verschieden blühende Colchicumklone. 1964, Jg. 1963, Nr. 24, S. 358–364
  - Blütenbildung von Drosera in Reinkultur. 1964, Jg. 1964, Nr. 5.

## Sekundärliteratur
Dietrich von Denffer: Richard Harder 70 Jahre alt, in: Biologisches Zentralblatt, Band 77 (1958), Heft 2, S. 129–132.